# Grote scheefhoren
De grote scheefhoren (Lacuna crassior) is een slakkensoort uit de familie van de Littorinidae. De wetenschappelijke naam van de soort werd in 1803 voor het eerst geldig gepubliceerd door George Montagu. De soort is circumboreaal en sub-arctisch.

## Beschrijving
De grote scheefhoren is een marine huisjesslak met torenvormige gele schelp met zes tot zeven windingen. De afmeting van de schelp is tot 14 bij 10 mm groot. Op het oppervlak zijn fijne spiraalvormige strepen en verticale costae zichtbaar, meestal verborgen door dik periostracum. Deze vormen een reeks onregelmatige plooien op de laatste winding. De navel soms gesloten en navelstrenggroef verkleind; opening uitgetrokken en gehoekt aan de basis van columella.
Het lichaam van de slak is zoals bij de (gewone) scheefhoren (L. vincta): de snuit is lang, breed, met slanke koptentakels die uit de basis komen; de voet langwerpig, met dubbelzijdige voorrand. Het heeft twee korte metapodiale tentakels die van onder het operculum uitsteken. Metapodiale tentakels wit en minder afgeplat dan bij L. vincta.

## Verspreiding en leefgebied
De grote scheefhoren is een circumboreale soort, die zich zuidwaarts uitstrekt tot in de Britse wateren. Het komt sublitoraal voor tot een diepte van 90 meter.